# Johan Friedrich Lützow

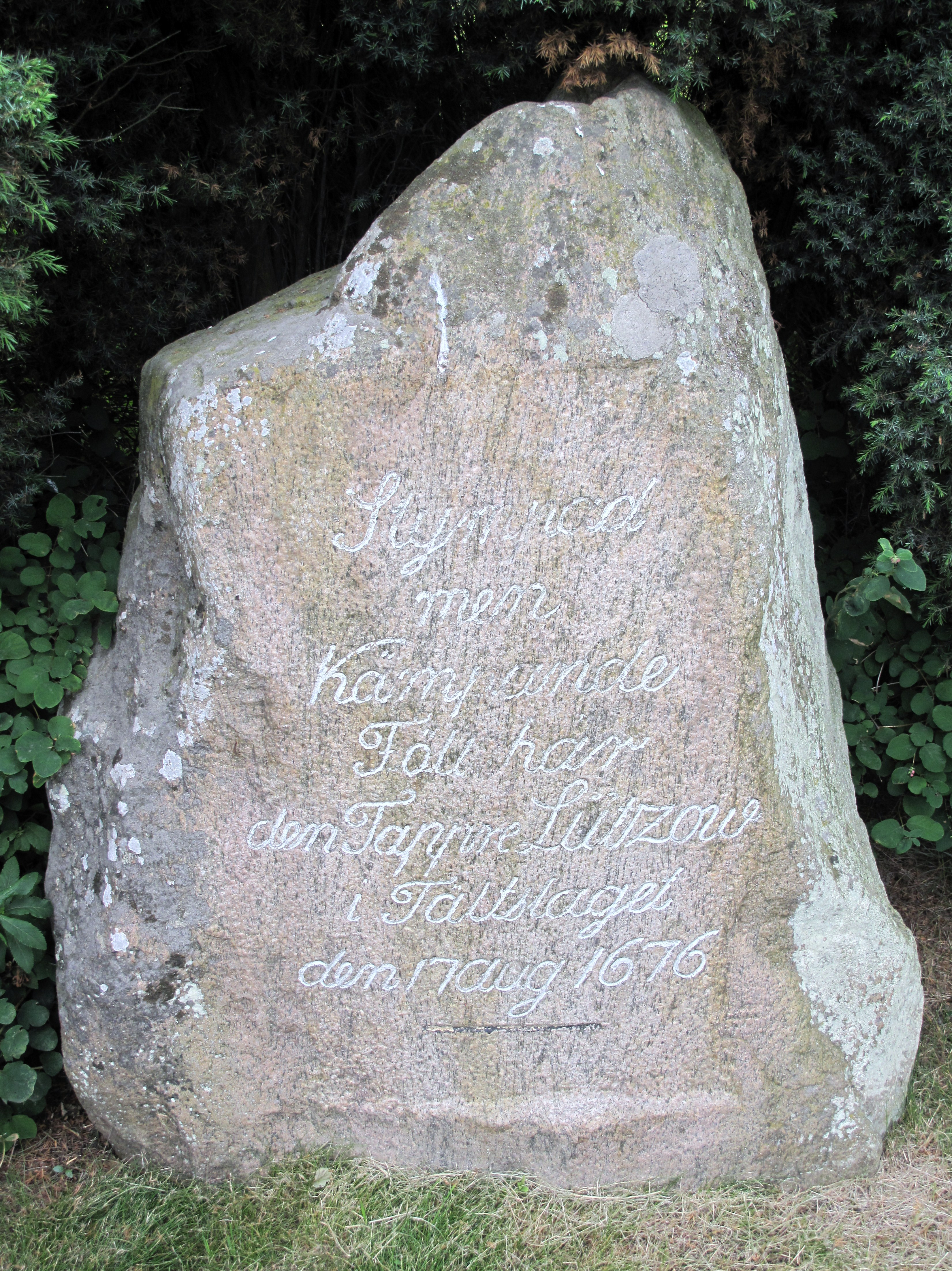
Lützowstenen: Stympad men kämpande föll här den tappre Lützow i fältslaget den 17 aug 1676.

Johan Friedrich Lützow, född 1651 på fädernegården Seedorf i Mecklenburg, död 1676, var en tysk överstelöjtnant i dansk tjänst som under slaget vid Halmstad (även kallat slaget vid Fyllebro) enligt ganska tvivelaktiga källor ensam bragte om livet 17 av i slaget 185 stupade svenskar, enligt officiella siffror. 

## Biografi
Lützow blev 1675 överstelöjtnant vid ett danskt dragonregemente, vilket uppsattes 1675 som ett led i rustningarna mot Sverige.
Det var när hela den danska armén i totalt kaos retirerade över en smal bro över Fylleån, som Lützow ska ha vänt om på bron och slagits för sitt liv. Trots att han var skadad av både kula och klinga stod han kvar och slogs medan hans kamrater sprang för livet. Han lyckades nedgöra 17 svenska soldater innan han själv föll död ner, och han ansågs så tapper att svenskarna på platsen senare förärade honom ett monument med inskriptionen:
Stympad men Kämpande Föll här den Tappre Lützow i Fältslaget den 17aug 1676.
Stenmonumentet är rest i Fyllebro, 4 km sydöst om Halmstad. I Halmstad finns också en gata, Lützowgatan, uppkallad efter Lützow. Flera vägar har fått namn efter personer inblandade i slaget, men ingen mer från den danska sidan.